# Shaburnovo
Shaburnovo (en ruso: Шабурново) es una localidad de Rusia, perteneciente al óblast de Moscú y situado en el norte de la región de Sérguiev Posad, dentro del distrito de Shemetovskoye.

## Geografía
Shaburnovo se encuentra situado en la parte occidental del país, a escasos 5km del río Velia y 8km del ya más importante río Duvna, afluente del río Volga situado a unos 50km. Se localiza en una llanura rodeada de bosque continental caducifolio en el que abundan numerosas zonas pantanosas y lagos de pequeño tamaño.

### Clima
Shaburnovo posee un clima continental con rigurosos y largos inviernos, y suaves y breves veranos. Los días nubosos y cubiertos son frecuentes a lo largo del año, por ello que en invierno las horas medias de insolación pocas veces superen 15 minutos diarios. Las temperaturas en invierno rara vez superan los 0°C, con abundantes días de nieve. La nieve en las calles del pueblo puede permanecer medio año perfectamente, desde finales de octubre hasta principios de abril. En olas de frío severas las temperaturas pueden descender hasta los -40°C, temperaturas incluso inferiores que se han registrado en varias ocasiones hasta la fecha. La primavera durante las primeras semanas es fría, aunque por lo general es suave a partir de abril-mayo donde comienzan a ser frecuentes los días de lluvia. En verano, las temperaturas ascienden en puntuales casos hasta los 35°C con olas de calor, aunque oscilan normalmente entre los 10°C y 30°C. Las tormentas también suelen ser habituales. El máximo pluviométrico se da en esta estación, coincidiendo con la época de temperaturas más elevadas. Durante el otoño vuelve la época de transición del calor al frío, y las nevadas vuelven a ser normales a partir de finales de octubre.
| Mes                 | Ene   | Feb   | Mar  | Abr | May  | Jun  | Jul  | Ago  | Sep  | Oct | Nov  | Dic  | Año  |
| Promedio mayor (°C) | -6,6  | -5,1  | 0,3  | 9,1 | 16,1 | 23,2 | 24,4 | 22,4 | 13,2 | 6,2 | -2,6 | -5,0 | 8,5  |
| Promedio menor (°C) | -12,5 | -12,0 | -7,0 | 0,0 | 5,3  | 10,0 | 11,6 | 10,0 | 5,0  | 0,0 | -6,0 | -8,0 | -0,6 |
| Precipitación (mm)  | 50    | 40    | 30   | 40  | 50   | 90   | 90   | 80   | 70   | 70  | 60   | 60   | 705  |

## Economía
Al situarse en un entorno rural, el motor económico de la población está basado principalmente en la ganadería y todo lo que ello conlleva, ya que varias vaquerías se sitúan en este municipio.
Gracias a esto, la agricultura también tiene una importante presencia basándose principalmente en la producción de alimento para el ganado bovino.
Además, a nivel individual cada familia posee huertos privados con los que autoabastecerse, así como campos comunes para el cultivo de patata.
A pesar de todo esto, el pueblo no cuenta con ningún tipo de industria por lo que mucha gente se ve obligada a buscar trabajo en las fábricas de los pueblos de alrededor, teniendo una gran importancia las situadas en Remmash (en ruso: Реммаш) a mitad del camino que lleva a Sérguiev Posad.

## Comercio
Hoy en día el pueblo cuenta con 2 supermercados de pequeño tamaño y 2 quioscos con productos básicos para la alimentación.
No obstante, todos los días durante las primeras horas de la mañana tiene lugar un pequeño mercadillo en la calle principal del pueblo.

## Cultura
Shaburnovo, prácticamente no cuenta con ofertas de ocio. Entre sus instalaciones únicamente destacan: su escuela pública, una guardería municipal, un campo de fútbol y varias zonas con columpios infantiles. Todo ello en un dudoso estado de conservación.

### Arquitectura
Shaburnovo se puede dividir en 3 partes.
Un primer núcleo formado por varios edificios de ladrillo rojo de 2 alturas de estilo claramente prerrevolucionario y cuya construcción data de finales de siglo XIX y principios del XX, antes de la revolución de octubre de 1917.
Un segundo núcleo en el que destacan edificios del período estalinista, estilo comprendido entre los años 1930 y 1950, de mayor altura y donde abunda el hormigón dándole un color generalmente grisáceo.
Y por último un tercer núcleo en el que se entremezclan las dachas propiamente dichas y utilizadas los fines de semana por los moscovitas, con las construcciones tradicionales de madera típicas de finales de siglo XIX y principios del XX, cuyos dueños cuidan con esmero y en las cuales abundan bellos y curiosos elementos decorativos.

### Lugares destacados
Pese a su mal estado de conservación, cabe destacar únicamente el parque situado frente a la escuela en el cual se encuentra el único monumento del pueblo, levantado en honor a los caídos en la Gran Guerra Patria, así como la cercana fuente para conmemorar el Día de la Victoria. La iglesia más cercana se encuentra a 2km en el cercano pueblo de Bogorodskoye.

## Transportes
Actualmente se comunica por transporte público únicamente con la ciudad de Sérguiev Posad mediante autobuses regulares de la empresa local de transportes Mostransavto (en ruso: Мострансавто).